# Młodzież lewicowa (Chiny)
Młodzież Lewicowa to społeczność młodzieżowa Chińskiej Republiki Ludowej dobrze znana z protestów na rzecz praw pracowniczych w Shenzhen Jasic w 2018 r.

## Przegląd
Lewicowa młodzież w Chinach to głównie młodzi studenci urodzeni w latach 90. XX w. i stanowią oni bardzo niewielką mniejszość wśród chińskich studentów. Studenci ci są zwykle zorganizowani w imieniu klubów czytelniczych i stowarzyszeń studenckich, zlokalizowanych na głównych uniwersytetach, o różnej wielkości i nazwach. Tym, co łączy te organizacje studenckie, jest to, że sprzeciwiają się marksizmowi jako oficjalnej ideologii Chin i opowiadają się za marksizmem „zbuntowanej rewolucji”. Do tych stowarzyszeń studenckich należą Towarzystwo Marksistowskie Uniwersytetu w Pekinie, Stowarzyszenie Rozwoju Cywilnego Xinguang Uniwersytetu Renmin w Chinach, Stowarzyszenie Młodzieży Uniwersytetu Języka i Kultury w Pekinie Xinxin itp. Ponieważ ich członkowie wspierali ruch robotniczy Shenzhen Jasic, te lewicowe stowarzyszenia zostały usunięte przez Chińczyków władze komunistyczne.

## Przyjęcie
Słoweński radykalny lewicowy filozof Slavoj Žižek omówił zniknięcie Yue Xina w artykule opublikowanym w The Independent, argumentując, że odzwierciedla ono nieodłączne sprzeczności istniejące w chińskim społeczeństwie, a mianowicie fakt, że oficjalna państwowa ideologia marksizmu została uznana za niebezpieczną formę obalenia reżimu.